# Warszawa-Śródmieście
Śródmieście (Centrul Orașului sau Centru Civic) este cartierul central al Varșoviei. Are o populație de 135 000 locuitori și suprafața de 15,57 km².